# Kazimír II. Lenčický
 Kazimír II. Lenčický  (polsky  Kazimierz II łęczycki ) (1262/65 – 10. června 1294) byl spolu s bratry kníže břestsko-kujavský a dobřiňský v letech 1267–1288, kníže lenčický (1288–1294). Od r. 1292 vazal českého krále Václava II.
Byl druhým synem Kazimíra Kujavského a jeho třetí ženy Eufrosiny Opolské.

## Mládí
Narodil se jako čtvrtý syn Kazimíra Kujavského. Jeho matkou byla otcova třetí manželka Eufrosina Opolská. V době smrti svého otce, byl Kazimír ještě dítě. S bratry Vladislavem a Zemovítem zdědili knížectví břestsko-kujavské a dobřiňské, za něž vládla jako regentka do roku 1275 jejich matka Eufrosina. Vládu v lenčickém knížectví převzal Kazimírův nevlastní bratr Lešek II. Černý, který v té době byl již knížetem sieradzkým. Druhý nevlastní bratr Zemomysl zdědil knížectví inowroclavské. Po smrti bezdětného Leška roku 1288 získal Kazimír knížectví lenčické. Bratrovi Vladislavu Lokýtkovi připadlo knížectví sieradzké.

## Spolupráce s Vladislavem Lokýtkem
V roce 1289 se Kazimír a Vladislav Lokýtek spojili s bratrancem Boleslavem II. Mazovským a obsadili Krakov, kde vládl jejich další příbuzný Jindřich IV. Probus. Dne 26. února 1289 v bitvě u Sieradzi společně porazili slezská vojska Jindřicha Probuse, Jindřicha Hlohovského, Bolka I. Opolského a Přemka Stínavského. Boleslav II. se poté vzdal nároku na krakovský trůn, kterého se pomocí Lva Haličského rozhodl zmocnit Vladislav Lokýtek.
Úzká spolupráce Kazimíra s Vladislavem byla také během války proti českému králi Václavu II. Ovšem, na podzim roku 1292 utrpěli porážku a byli zajati. Dne 9. října 1292 byli Kazimír a Vladislav nuceni podepsat mírovou smlouvu a tím se stali vazaly krále Václava II. Kazimír ani Vladislav se nehodlali vzdát svých plánů na získání Malopolska a proto se 6. ledna 1293 v Kališi setkali s Přemyslem II. Velkopolským a arcibiskupem z Hvězdna, Jakubem Świnkou, aby projednali možnost společné akce, k získání města Krakova.
Kazimír byl však 10. června 1294 zabit v bitvě na břehu řeky Bzury, kde po útoku na Lenčice bojoval s litevským knížetem Witenesem. Kazimír nebyl ženatý a nezanechal potomky. Lenčické knížectví tak připadlo Vladislavu I. Lokýtkovi. Místo Kazimírova odpočinku není známo, snad v klášterním kostelem v Tumu u Lenčice.